# Saison 1976-1977 du Limoges CSP
Cet article présente la saison 1976-1977 du Limoges CSP.

## Avant-saison
Le CSP Limoges s'est maintenu lors de sa première saison en Nationale II en obtenant la septième place. L'équipe du Cercle Saint-Pierre n'a plus le costume de promu et doit se renforcer afin d'être prêt pour la nouvelle saison.

### Objectif du club
À l'aube de la saison 1976-1977, les dirigeants, Xavier Popelier et Jean-Claude Biojout organisent une réunion, le 14 juin 1976, afin de dévoiler les nouveaux objectifs du club, en présence de la presse et des acteurs départemental, régionaux et nationaux du basket-ball tels que Albert Chaminade, Pierre Dao ou encore Claude Busnel. Après avoir fait le bilan dans un premier temps, sur l'évolution des structures, des finances du club puis avoir fait le point sur les différentes sections, le secrétaire général du comité de gestion du CSP Limoges annonce les nouvelles ambitions de l'équipe fanion. Il déclare alors: « Si je suivais certains dirigeants on jouerait la montée en Nationale I dès cette saison. Je pense que la sagesse veut que nous attendions un peu. Il fallait structurer le club tant au point de vue de sa gestion que de son potentiel joueurs, une saison est encore nécessaire, mais aujourd'hui je prends un pari ; dans deux ans le Limoges C.S.P. jouera la montée en division supérieure.» .

## Compétitions

### Championnat de France N2
Matches Aller
- À l'extérieur, le 08/09/1976: Racing 117-76 Limoges
- À Limoges, le 02/10/1976: Limoges 90-83 Caen
- À l'extérieur, le 09/10/1976: Bordeaux 75-90 Limoges
- À Limoges, le 16/10/1976: Limoges 101-98 Évreux
- À l'extérieur, le 23/10/1976: Denain 118-85 Limoges
- À Limoges, le 30/10/1976: Limoges 103-99 Roanne
- À l'extérieur, le 06/11/1976: Charenton 110-84 Limoges
- À Limoges, le 13/11/1976: Limoges 98-84 Cabourg
- À l'extérieur, le 20/11/1976: Muret 99-95 Limoges
- À l'extérieur, le 27/11/1976: Le Vesinet 116-110 Limoges
- À Limoges, le 04/12/1976: Limoges 105-87 Franconville
- À l'extérieur, le 11/12/1976: Vichy 114-96 Limoges
- À Limoges, le 18/12/1976: Limoges 103-103 Rennes

Matches Retour
- À Limoges, le 08/01/1977: Limoges 107-92 Racing
- À l'extérieur, le 15/01/1977: Caen 82-80 Limoges
- À Limoges, le 22/01/1977: Limoges 114-102 Bordeaux
- À l'extérieur, le 29/01/1977: Évreux 76-79 Limoges
- À Limoges, le 05/02/1977: Limoges 78-86 Denain
- À l'extérieur, le 12/02/1977: Roanne 106-78 Limoges
- À Limoges, le 19/02/1977: Limoges 116-124 Charenton
- À l'extérieur, le 26/02/1977: Cabourg 74-91 Limoges
- À Limoges, le 05/03/1977: Limoges 103-91 Muret
- À Limoges, le 12/03/1977: Limoges 107-104 Le Vesinet
- À l'extérieur, le 19/03/1977: Fraconville 85-84 Limoges
- À Limoges, le 26/03/1977: Limoges 89-108 Vichy
- À l'extérieur, le 02/04/1977: Rennes 87-74 Limoges

## Joueurs et encadrement technique
| Numéro | Nom              | Né en      | Taille | Nationalité | Poste |
| 4      | Lionel Moltimore | 1952       | 2,03 m | États-Unis  | 3-4   |
| 12     | Paco Puyhardy    | 1951       | 1,93 m | France      | 2     |
| 13     | Gérard Maza      | 10/03/1955 | 1,95 m | France      | 2     |
| 10     | Raymond Bique    | 1942       | 1,94 m | France      | 4     |
| 7      | Jean-Yves Efros  | 1954       | 2,05 m | France      | 5     |
| 11     | Didier Rose      | 25/02/1954 | 1,85 m | France      | 1     |
| 8      | Gérard Pierredon | 1949       | 1,83 m | France      | 1     |
| 9      | Gérard Métadier  | 1954       | 1,85 m | France      | 2     |
| 5      | Claude Bolotny   | 12/07/1948 | 1,90 m | France      | 1     |
| 6      | Richard Billet   | 17/02/1957 | 1,88 m | France      | 4/5   |

Entraîneur : Claude Bolotny 
Manageur : Pierre Biojout 